# Перевозецька сільська рада
| Перевозецька сільська рада — орган місцевого самоврядування у Калуському районі Івано-Франківської області з адміністративним центром у с. Перевозець. Водоймища на території, підпорядкованій даній раді: річка Лімниця. Сільській раді підпорядковані населені пункти: - с. Перевозець - с. Кудлатівка - с. Павликівка - с. Слобідка |

## Склад ради
Рада складається з 16 депутатів та голови.

### Керівний склад ради
| ПІБ                      | Основні відомості                                            | Дата обрання | Дата звільнення |
| ------------------------ | ------------------------------------------------------------ | ------------ | --------------- |
| Кібель Іван Іванович     | Сільський голова, 1946 року народження, освіта               | 26.03.2006   | 31.10.2010      |
| Масляк Мар'яна Романівна | Сільський голова, 1990 року народження, освіта, позапартійна | 31.10.2010   |                 |

Примітка: таблиця складена за даними джерела